# Джеймс Джекс
Джеймс Джекс (англ. James Jacks; 29 грудня 1947 — 20 січня 2014) — американський кінопродюсер, спродюсував понад 50 фільмів, серед них декілька популярних блокбастерів.

## Біографія
Джеймс Джекс народився в сім'ї військових. Отримав кваліфікацію інженера в Університеті Карнегі-Меллон. Кінокар'єру почав з посади виконавчого директора в Universal Studios, був продюсером в Alphaville Films, згодом, в кінокомпанії Frelaine. Найуспішнішим проєктом Джекса вважається фільм «Мумія» і його продовження.
Джекс помер 20 січня 2014 року від серцевого нападу в своєму будинку в Лос-Анджелесі у 66-річному віці.

## Фільмографія
- Виховання Аризони / Raising Arizona (1987)
- Під кайфом та збентежені / Dazed and Confused (1993)
- Серце і душі / Heart and Souls (1993)
- Важка мішень / Hard Target (1993)
- Тумстоун / Tombstone (1993)
- Прокляте селище (1995)
- Тусовщики з супермаркету / Mallrats (1995)
- Не озирайся / Don't Look Back (1996)
- Майкл / Michael (1996)
- Шакал / The Jackal (1997)
- Простий план / A Simple Plan (1998)
- Мумія / The Mummy (1999)
- Дар / The Gift (2000)
- Назад на Землю / Down to Earth (2001)
- Аттіла-завойовник / Attila (2001)
- Мумія повертається / The Mummy Returns (2001)
- Щурячі перегони / Rat Race (2001)
- Цар скорпіонів / The Scorpion King (2002)
- Похмурий сум / Dark Blue (2002)
- Загнаний / The Hunted (2003)
- Нестерпна жорстокість / Intolerable Cruelty (2003)
- Мумія: Гробниця імператора драконів / The Mummy: Tomb of the Dragon Emperor (2008)
- Цар скорпіонів 2: Сходження воїна / The Scorpion King 2: Rise of a Warrior (2008)
- Цар скорпіонів 3: Повстання мерців / The Scorpion King 3: Battle for Redemption (2012)